# Ōshika
35° 35′ N, 138° 02′ L

 Ōshika  (大鹿村 Oshika-mura ) é um vilarejo localizado na província de Nagano, Japão.
Em 2003 o vilarejo tinha uma população estimada em 1 432 habitantes e uma densidade populacional de 5,77 h/km². Tendo uma área total de 248,35 km².